# Mesembrinibis cayennensis
El ibis verde (Mesembrinibis cayennensis) es una especie de ave pelecaniforme de la familia Threskiornithidae, la única del género Mesembrinibis. Es un ibis neotropical que ocupa un área de distribución que va desde Honduras hasta el norte de Argentina. 

## Taxonomía
Johann Friedrich Gmelin describió por primera vez al ibis verde en 1789 a partir de un espécimen recolectado en Cayena, en la Guayana Francesa; y le dio el nombre científico Tantalus cayennensis, asignándolo al mismo género que varias especies de ibis del Viejo Mundo. En 1930, James Lee Peters lo trasladó al género monotípico Mesembrinibis; no tiene subespecies. Los estudios de ADN muestran que la especie está ubicada en el clado de ibis del Nuevo Mundo, siendo sus parientes más cercanos el Ibis rabudo, el ibis blanco americano y el ibis bandurria. 
El nombre del género Mesembrinibis es una combinación de la palabra griega mesēmbrinos, que significa "sur" e ibis. El epíteto específico cayennensis significa "de Cayena o Guayana Francesa", y se refiere al sitio de recolección para el espécimen tipo.

## Descripción
El ibis verde es un ibis de tamaño mediano, con patas cortas y un pico largo, delgado y curvado. Mide entre 45–60 cm de longitud y varía de 700 a 890 g de peso. Los sexos, que son idénticos en plumaje, tienen un tamaño similar aunque los machos suelen ser más grandes. Los adultos reproductores tienen cuerpos de color verde oscuro brillante, patas y pico de color verde pálido y una zona de piel desnuda gris en la cara. Los juveniles son mucho menos vistosos, pero se pueden distinguir del similar Morito común juvenil por ser de mayor tamaño, patas más cortas y alas más anchas. Esta especie, como otros ibis, vuela con el cuello extendido. Su vuelo es pesado, con menos deslizamientos y aleteos más bruscos que sus parientes.

## Distribución y hábitat
El ibis verde se encuentra desde Honduras en América Central hacia el sur por todo el norte de América del Sur hasta el norte de Argentina.  Se encuentra en una gran variedad de  humedales boscosos, pantanos, sabanas inundadas, bosques de galería y manglares; en altitudes de hasta 1200 m.

## Comportamiento
Es en gran parte crepuscular. Menos gregario que sus parientes, generalmente se ve solo, en parejas o en grupos de hasta 9 individuos. Cuando se alimenta en bandadas de especies mixtas, tiende a permanecer al margen, generalmente entre otros ibis verdes. Es un ave sedentaria que sólo realiza desplazamientos cortos localmente. 
Como otras especies de ibis se alimenta de criaturas acuáticas como anfibios, peces, reptiles, lombrices e insectos (grillos, cochinillas, pulgones, escarabajos). Para alimentarse sondea con el pico suelos lodosos, de grava o aguas poco profundas buscando presas que atrapa con su pico. También ha sido observado forrajeando con las alas abiertas, lo cual al parecer es un método que le permite mejorar su visibilidad. 
La mayoría de hábitos reproductivos se observan después de la temporada de lluvias, cuando hay mucho alimento disponible. Se congrega en colonias para anidar llegando a mezclarse con otras especies de aves acuáticas. Los nidos son plataformas poco profundas en forma de copa hechas con palos, hierbas o cañas que generalmente se encuentran en los árboles cerca de alguna masa de agua, como ríos, pantanos o lagos. Se han registrado casos de acoso contra aves sol que anidaban en el mismo árbol. Los nidos son reusados año tras año. La nidada se compone entre 2-4 huevos. Las crían adquieren todo el plumaje necesario para volar del día 23 al 27 después de la eclosión. 

## Conservación
Debido a la gran extensión de su área de distribución y a su gran población el ibis verde es catalogado como de preocupación menor por la UICN, sin embargo, las poblaciones de este ibis tienen tendencia decreciente. Los mayores peligros a los que se enfrenta son la destrucción de su hábitat por actividades humanas, la contaminación, el cambio climático y la caza. En algunos lugares de su rango este ibis es cazado y consumido por las poblaciones locales.